# Millidgea
Millidgea is een geslacht van spinnen uit de familie hangmatspinnen (Linyphiidae).

## Soorten
De volgende soorten zijn bij het geslacht ingedeeld:
- Millidgea convoluta Locket, 1968
- Millidgea navicula Locket, 1968
- Millidgea verrucosa Locket, 1968